# ニーナ・ウラノワ
ニーナ・ウラノワ（ロシア語: Нина Уланова, ラテン翻字：Nina Ulanova, 1978年5月31日 - ）は、ロシアモスクワ出身の女性フィギュアスケートアイスダンス選手で現在はプロスケーター。1997年世界ジュニア選手権優勝。パートナーはミハイル・スチフーニン、アレクサンドル・パブロフ。

## 経歴
ロシアのモスクワに生まれ、4歳のときにスケートを始めた。のちにミハイル・スチフーニンとカップルを結成し、1996-1997年シーズンの世界ジュニア選手権では優勝を果たした。翌1997-1998年シーズンよりシニアクラスにも参戦したが、世界選手権にも欧州選手権にも出場することはなく、1998-1999年シーズンをもってミハイル・スチフーニンとのカップルを解散した。
その後、フランスに渡りアレクサンドル・パブロフと新たにカップルを結成し、2000-2001年シーズンにはISUグランプリシリーズにも出場を果たしたが、シーズン終了後に解散し、アマチュアを引退した。引退後はプロスケーターとなり、「ホリデー・オン・アイス」などアイスショーで活動を続けている。
2012年にITVで放送された『ダンシング・オン・アイス』第8シリーズで、マシュー・ウルフェンデンを組んで優勝した。

## 主な戦績
- 1998-99までミハイル・スチフーニンとのカップル。
- 2000-01はアレクサンドル・パブロフとのカップル。

| 大会/年            | 1995-96 | 1996-97 | 1997-98 | 1998-99 | 1999-00 | 2000-01 |
| ------------------ | ------- | ------- | ------- | ------- | ------- | ------- |
| GPスケートアメリカ |         |         |         |         |         | 11      |
| ユニバーシアード   |         | 2       |         | 2       |         |         |
| ネーベルホルン杯   |         |         | 2       | 1       |         | 10      |
| スケートイスラエル |         |         | 3       | 2       |         |         |
| ゴールデンスピン   |         |         |         | 2       |         |         |
| 世界Jr.選手権      | 5       | 1       |         |         |         |         |